# Trachyscorpia cristulata
Trachyscorpia cristulata (Goode & Bean, 1896) é uma espécie de peixes marinhos pertencente à família Sebastidae incluída na ordem Scorpaeniformes.

## Subespécies
Estão identificadas as seguintes subespécies:
- Trachyscorpia cristulata cristulata (Goode & Bean, 1896);
- Trachyscorpia cristulata echinata (Köhler, 1896)[2].